# Евфросин Тверской
Евфросин Тверской (ум. 1460) — игумен, преподобный. Память 2(15) марта; 2(15) июля; 1-е воскресенье после 29 июня (12 июля) (Собор Тверских святых).

## Биография
Происходил из рода князей Тепринских.
Ученик и преемник преподобного Савватия Тверского по управлению Савватиевой пустынью. В его игуменство обитель посетил преподобный Иосиф Волоцкий.
В пустыни Евфросин прожил безвыходно 60 лет. К нему за советом приходили иноки, князья и бояре, прерывая его безмолвие. Тогда он переселился в Великий Новгород, на озеро Нево (Ладожское), нашёл остров и прожил там несколько лет. Окрестные жители, услышав о подвижнике, стали стекаться к нему с женами и детьми, и он вновь вынужден был скрыться, теперь уже в Савватьеву пустынь.